# Elecciones municipales en España
Las elecciones municipales en España son las elecciones en las que los vecinos de cada municipio de España eligen a los miembros de su ayuntamiento. Se celebran el cuarto domingo de mayo cada cuatro años (a contar desde 1979, cuando se celebraron las primeras tras aprobarse la Constitución). Son convocadas de manera simultánea en los 8131 municipios de España. Las últimas elecciones municipales se celebraron en mayo de 2023.

## Sistema electoral
| Residentes     | Concejales |
| -------------- | ---------- |
| ≤100           | 3          |
| 101-250        | 5          |
| 251-1000       | 7          |
| 1001-2000      | 9          |
| 2001-5000      | 11         |
| 5001-10 000    | 13         |
| 10 001-20 000  | 17         |
| 20 001-50 000  | 21         |
| 50 001-100 000 | 25         |

En cada municipio existe una única circunscripción que abarca todo el territorio del municipio. El número de concejales a elegir en cada municipio varía en función del número de habitantes censados en dicho municipio según dicta la Ley Orgánica del Régimen Electoral General. La ley establece una tabla de correspondencias para municipios de hasta 100 000 habitantes; para municipios de más habitantes, se añade un concejal por cada 100 000 residentes o fracción. Cuando el número de concejales hallado por este método sea par, se añade un concejal más. El número final de concejales es siempre impar, para evitar en lo posible el desarrollo de empates en las votaciones del Pleno Municipal. En los municipios españoles hay un rango desde los 3 concejales en los municipios de menos de 100 habitantes hasta los 57 concejales del municipio de Madrid.
Las elecciones municipales se celebran el cuarto domingo de mayo de cada cuatro años, coincidiendo con las elecciones autonómicas de la mayoría de comunidades autónomas. Cuando coinciden con las elecciones europeas en el mismo año, se modifica la fecha de celebración de las elecciones autonómicas y municipales para celebrarlas el mismo día que las europeas. La última vez que ocurrió así fue en 2019.
En los municipios de más de 250 habitantes, los concejales se eligen mediante escrutinio proporcional plurinominal con listas cerradas utilizando el sistema D'Hondt. La barrera electoral es del 5% de los votos válidos (votos a candidatura más votos en blanco).

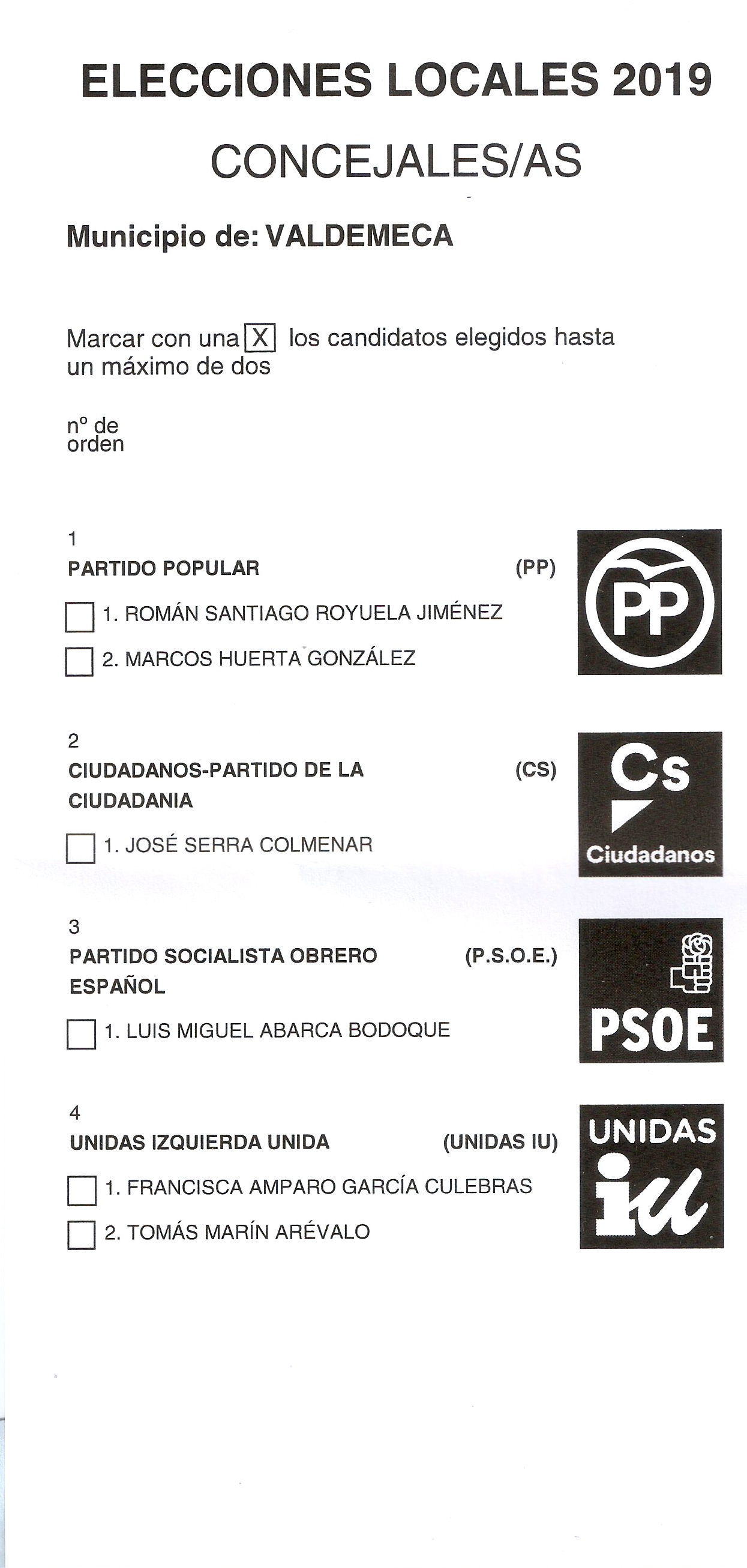
Papeleta electoral de Valdemeca, municipio con menos de 100 habitantes

En los municipios de hasta 250 habitantes se vota mediante escrutinio mayoritario plurinominal parcial. Es un sistema de listas abiertas en que cada elector puede emitir hasta un voto menos que el número de concejales que se eligen. Es el mismo sistema electoral que se utiliza en el Senado. En los municipios de hasta 100 habitantes, un elector puede marcar hasta dos candidatos y, si el municipio tiene hasta 250 habitantes, se puede votar hasta cuatro candidatos.
Los municipios que, por tradición o por imperativo legal, funcionan en régimen de concejo abierto, es en los únicos en que se vota mediante escrutinio mayoritario uninominal al alcalde. En tales casos, el pueblo en pleno desempeña las competencias inherentes al Pleno Municipal.
En las elecciones municipales pueden votar los ciudadanos españoles mayores de edad residentes en España y los extranjeros residentes en España que sean ciudadanos de la Unión Europea o de los países que cuentan con acuerdos de reciprocidad. En las elecciones municipales de 2015 pudieron participar los ciudadanos de doce países no comunitarios: Bolivia, Colombia, Chile, Ecuador, Paraguay, Perú, Islandia, Noruega, Cabo Verde, Nueva Zelanda, Corea del Sur y Trinidad y Tobago.
Para presentar una candidatura a las elecciones municipales las agrupaciones de electores necesitan un número de firmas de los inscritos en el censo electoral del municipio determinado conforme al siguiente baremo: En los municipios de menos de 5000 habitantes al menos el 1% de los inscritos. En los de entre 5001 y 10 000 habitantes al menos 100 firmas. En los de entre 10 001 y 50 000 habitantes al menos 500 firmas. En los de entre 50 001 y 150 000 habitantes al menos 1500 firmas. En los de entre 150 001 y 300 000 habitantes al menos 3000 firmas. En los de entre 300 001 y 1 000 000 habitantes al menos 5000 firmas. En los demás casos al menos 8000 firmas.

## Elección del alcalde
Veinte días después de las elecciones municipales se constituyen las corporaciones municipales. En la sesión de constitución los concejales eligen al alcalde del municipio. Pueden ser candidatos solamente los concejales que encabezan sus correspondientes listas electorales. Los concejales votan y si alguno de los candidatos obtiene la mayoría absoluta de los votos, es proclamado alcalde. Si ninguno obtiene mayoría absoluta, es proclamado alcalde el concejal que encabeza la lista que haya obtenido mayor número de votos en las elecciones municipales.